# Associazione Calcio Andrea Doria 1931-1932
Questa pagina raccoglie i dati riguardanti l'Associazione Calcio Andrea Doria nelle competizioni ufficiali della stagione 1931-1932.

## Rosa
| N. |                   | Ruolo | Calciatore           |
| -- | ----------------- | ----- | -------------------- |
|    | Italia (bandiera) | C     | Sergio Cola          |
|    | Italia (bandiera) | D     | Conte (I)            |
|    | Italia (bandiera) | D     | Enrico Conte (II)    |
|    | Italia (bandiera) | D     | Cesare Cusani        |
|    | Italia (bandiera) | P     | Luigi Dellaca        |
|    | Italia (bandiera) | C     | Giovanni Della Valle |
|    | Italia (bandiera) | D     | Frixione             |
|    | Italia (bandiera) | A     | Fassiolo             |

| N. |                   | Ruolo | Calciatore           |
| -- | ----------------- | ----- | -------------------- |
|    | Italia (bandiera) | P     | Ivo Mazzei (II)      |
|    | Italia (bandiera) | A     | Benedetto Mazzei (I) |
|    | Italia (bandiera) | C     | Rinaldo Mietta       |
|    | Italia (bandiera) | D     | Arachide Parodi      |
|    | Italia (bandiera) | A     | Armando Poggi        |
|    | Italia (bandiera) | A     | Giovanni Rebolino    |
|    | Italia (bandiera) | A     | Luigi Villani        |
|    | Italia (bandiera) | C     | Giovanni Zucchi      |